# Redada de San Remo
La redada de San Remo es el nombre por el que se conoce una operación contra el dopaje llevada a cabo en la ciudad italiana de San Remo el 6 de junio de 2001
, durante la disputa del Giro de Italia de ese año. La redada, efectuada tres años después del Caso Festina (la primera gran redada contra el dopaje, realizada en Francia durante el Tour de Francia 1998), fue dirigida por el magistrado Luigi Bocciolini y llevada a cabo por los Carabinieri.

## Una redada, varias pistas

### Liquigas y Rebellin
Una de las investigaciones en curso tenía como centro al jefe de filas del Liquigas, Davide Rebellin. En el coche del ciclista transalpino se habrían hallado sustancias dopantes.

### Restos de dopaje en el hotel
Casi todos los equipos participantes en el Giro de Italia en curso protagonizaban una de las pistas del caso, ya que habrían dejado pruebas concluyentes a su marcha de un hotel de concentración antes de la etapa Montecatini-Reggio Emilia, disputada el 27 de mayo.

### La autocaravana del suegro
El 1 de junio la policía financiera de Padua registró la autocaravana del suegro de Ivan Gotti, dos veces ganador del Giro de Italia (1997 y 1999), hallándose abundantes fármacos (incluyendo corticoides y cafeína), jeringillas y dosificadores. El vehículo era conducido por Arcangelo Gama, quien estaba acompañado de su hija Francesca, esposa de Gotti.
Estos hallazgos fueron confirmados por el fiscal de Trento, Giussepe de Bennedeto, el 4 de junio.

## Desarrollo de la redada del 6 de junio

### Una cena interrumpida
200 Carabinieri entraron en los 12 hoteles donde se alojaban los 20 equipos participantes en torno a las nueve de la noche, cuando los integrantes de los equipos (ciclistas, directores y auxiliares) se encontraban cenando. Los agentes tomaron las llaves de las habitaciones, internándose en ellas y requisando todo tipo de medicamentos, ante la sospecha de que podrían hallarse sustancias dopantes y, por tanto, una violación de la Ley del Dopaje italiana. Los integrantes de los equipos tuvieron que improvisar una cena en los pasillos.
Los registros se prolongaron durante seis horas, concluyendo en torno a las tres de la madrugada.

### Ocultación de medicamentos
Miembros de diversos equipos intentaron ocultar posibles pruebas a las autoridades italianas. Para ello, algunos optaron por echar por la ventana algunos medicamentos (posiblemente, sustancias dopantes) y jeringillas. Los agentes descubrieron también que algunos miembros de equipos trasladaron sus fármacos a salones comunes de los hoteles, para impedir que pudieran ser identificados como propietarios de los mismos.
En esta situación, un masajista del Mercatone Uno, Roberto Pregnolato, fue descubierto por un agente en el jardín del Hotel Anglais cuando intentaba enterrar una bolsa que había tirado por la ventana, y fue obligado a desenterrar el material que había tratado de ocultar a los investigadores: se trataba de un saco con diversas sustancias en su interior.
Por otra parte, varios corredores intentaron escapar por las ventanas. Así, un ciclista saltó desde su habitación del primer piso al jardín con una bolsa de deportes bajo el brazo.

### Resultados de los registros
Los agentes se incautaron de diverso material, que fue posteriormente analizado en su sede de Florencia.

#### Sustancias dopantes
Durante los registros se incautaron 200 envases de medicamentos, incluyendo las siguientes sustancias dopantes:
- Testosterona: hormona sexual masculina, tiene un efecto anabolizante (aumento de la masa muscular).

- Corticoides

- Estimulantes prohibidos, incluyendo la cafeína.

#### Encubridores para no dar positivo
Se incautaron asimismo plasma y albúmina, que cinco años después la Operación Puerto descubriría que se utilizaban para no dar positivo en los controles antidopaje después de haber utilizados sustancias o técnicas de dopaje.

#### Minilaboratorios
Los agentes descubrieron que los equipos contaban con minilaboratorios en sus hoteles. Dichos minilaboratorios tendrían como función realizar análisis a los ciclistas del equipo para asegurarse de que parámetros como la tasa de hematocrito no presentaran valores sospechosos en los controles antidopaje. Los investigadores descubrieron asimismo un papel en el que se detallaba que un ciclista había dado en uno de esos controles internos una tasa de hematocrito por encima de la permitida en los controles antidopaje (50%).
En un tiempo en que las técnicas de detección de EPO no eran aún lo suficientemente avanzadas y fiables, se medía el hematocrito, considerando que una tasa de hematocrito superior al 50% podía ser sospechosa de administración previa de EPO (dopaje), además de peligrosa para la salud del propio ciclista (pudiendo causar problemas como la trombosis). A los ciclistas con un hematocrito superior al 50% se les prohibía competir durante dos semanas hasta tener un nivel de hematocrito normal, aunque al no poder demostrarse que se hubieran dopado con EPO no eran sancionados.

### La organización, a favor
El director del Giro de Italia apoyó la operación antidopaje desarrollada por las autoridades italianas. El patrón de la carrera dijo que quienes debían estar preocupados eran quienes no habían hecho las cosas bien.

## Consecuencias

### Frigo, fuera del Giro
En esta operación la policía requisó una bolsa con sustancias dopantes al ciclista italiano Dario Frigo (Fassa Bortolo), uno de los hombres fuertes de cara a la clasificación general, por lo que fue apartado de la carrera. Cuatro años después, en el Tour de Francia 2005, se descubrireron diez dosis de EPO en el coche de la mujer de Frigo, motivo por el cual fueron detenidos Frigo y su esposa.

### Certificados médicos de Osa y Ullrich
La UCI anunció que en la mayoría de casos los ciclistas contaban con certificados médicos que justificaban la tenencia y toma de las sustancias que habían sido halladas en su poder durante los registros en los hoteles, por lo que la toma de dichas sustancias (incluidas en la lista de sustancias dopantes, salvo en caso de contar con certificado médico) no podía ser considerada dopaje al contar con el justificante médiconecesario.
En esa circunstancia se hallaban entre otros el tercer clasificado en el Giro de ese año, Unai Osa (Banesto), y Jan Ullrich (Telekom), quienes contaban con certificados médicos que acreditaban su condición de asmáticos, permitiéndoles la toma de medicamentos (como los corticoides) en principio prohibidas por considerarse dopantes.

### Kelme e iBanesto, procesados
En noviembre de 2001 se conoció que la Justicia italiana procesaría a los equipos españoles Kelme y iBanesto, a petición de la Fiscalía de Florencia, por razones cualitativas y cuantitativas respectivamente. 
El Kelme sería procesado por la gravedad de las sustancias halladas en su poder durante los registros, que incluían diversos anabolizantes, como la testosterona. Se daba la circunstancia de que en ese momento aún no se había desarrollado e implantado en los controles antidopaje la técnica IRMS, que permite distinguir la testosterona endógena (natural) de la exógena (dopaje). Por este motivo, los ciclistas podían presentar un certificado médico que justificase que su organismo producía más testosterona de la normal. Gracias a dicho certificado, en caso de presentar niveles de testosterona superiores a los permitidos en un control antidopaje el resultado no se consideraba positivo (dopaje).
Entre los miembros del equipo investigados figuraban, además de algunos auxiliares, el director deportivo Vicente Belda y la doctora Yolanda Fuentes (hermana de Eufemiano Fuentes, el controvertido jefe médico del equipo). Tanto Belda como los hermanos Fuentes serían años después protagonistas de la Operación Puerto, una operación antidopaje desarrollada en 2006 que desarticuló una red de dopaje liderada por Eufemiano.
Por su parte, el iBanesto sería procesado por las altas cantidades de estimulantes (como la cafeína, prohibida a partir de ciertos niveles) incautados durante la redada de San Remo.